# Первая любовь (фильм, 2001)
«Первая любовь» (англ. All Forgotten) — романтическая драма 2001 года режиссёра Ревержа Ансельмо. В основу сюжета легли два литературных произведения — повесть Ивана Сергеевича Тургенева «Первая любовь» (1860) и рассказ Антона Павловича Чехова «Жена» (1891). Премьера на DVD состоялась 18 сентября 2001 года в Нидерландах. В США фильм получил рейтинг PG-13. Съёмки проходили в чешском городе Прага. Фильм стал последней работой оскароносного кинооператора Дэвида Уоткина.

## Сюжет
Действие происходит в 1830-х годах в России. Молодой человек по имени Владимир влюбляется в девушку Зинаиду, живущую по соседству. Однако она предпочитает мужчин более старшего возраста, и однажды встречает отца Владимира, с которым вскоре начинает отношения.

## В ролях
- Кирстен Данст — Зинаида
- Джули Уолтерс — принцесса Засекина
- Джеральдин Джеймс — мать
- Натаниель Паркер — отец
- Ник Стал — Владимир
- Джеймс Фокс — Владимир в старости (голос)
- Палома Баэза — Машенька
- Кенни Даути — Денис
- Ангус Райт — Борис
- Роберт Гленистер — граф Малевский
- Хиткоут Уильямс — доктор Лушин
- Николас Роу — Майданов
- Майкл Хиггс — Вася

## Награды и номинации
В 2001 году фильм был номинирован на премию «DVD Exclusive Awards» в категории «Лучшая актриса» (Кирстен Данст).

## Отзывы
Фильм получил немногочисленные смешанные оценки кинокритиков. Обозреватель портала Filmcritic.com Джулия Левин написала, что «фильм был одним из тех странных фильмов, в которых зарубежные режиссёры развлекались, снимая российскую классическую литературу, не понимая её исторического фона».